# Cop d'estat a Guinea Bissau de 2012
El 12 d'abril de 2012 va tenir lloc un cop d'estat a Guinea Bissau orquestrat per elements de les forces armades al voltant de dues setmanes abans de la segona ronda de les eleccions presidencials entre Carlos Gomes Júnior i Kumba Ialá. El cop va començar a la tarda amb personal i equip militar caminant pels carrers, seguits pels mèdia estatals seguint-los.
Els dos candidats en la segona volta i el president en exercici van ser detinguts inicialment per la Junta. Els membres del Consell Militar, que va dirigir el país fins que es va establir un Consell Nacional de Transició provisional el 15 d'abril, va dir que una de les raons pel cop va ser que l'actual administració civil havia demanat d'Angola per reformar l'exèrcit. Després de la condemna i les sancions internacionals contra els líders de la junta, es va signar un acord que va portar al candidat en tercera posició a les eleccions, Manuel Serifo Nhamadjo, a ser escollit com a president interí. Les eleccions presidencials va ser avortades i es va posposar durant almenys durant els dos propers anysr. Un govern interí s'encarregà de l'administració de Guinea Bissau.

## Antecedents
Els mitjans i think tanks internacionals havien posat en relleu la inestabilitat del país i la qualificà com a narcoestat. El país ha patit freqüents implicacions dels militars en l'administració civil des de la independència. Com a tal, els esdeveniments que van conduir al cop d'Estat de 2012 inclouen la revolta militar a 2010 i el fallit cop d'Estat de 2011. A aquest últim el va seguir la lluita interna entre l'Armada i l'Exèrcit del país. la inestabilitat de Guinea Bissau també s'agreuja com a punt de trànsit per als carregaments de droga des d'Amèrica Llatina cap a Europa and there are allegations that government ministers and military personnel are bribed to keep silent.
Després de la mort del President Malam Bacai Sanhá el 9 de gener de 2012, es convocaren noves eleccions en el termini de 90 dies d'acord amb la constitució. Malgrat una campanya pacífica, hi va haver temors externs de la possible violència o un cop d'Estat si l'exèrcit no estava d'acord amb el guanyador. En aquest sentit, el secretari general de l'ONU Ban Ki-moon va fer una crida a unes eleccions "pacífiques, ordenades i transparents". Just abans de l'atac, el candidat presidencial Kumba Ialá, que afirmava tenir vincles amb els membres del dru grup ètnic dels balantes, que són els ètnia més gran en l'exèrcit, ha advertit de "conseqüències" si hi havia una campanya per a la segona volta de les eleccions a causa de les seves acusacions de frau en la primera ronda que estaven sense resposta. El resultat de la primera ronda va ser rebutjada per cinc dels nou candidats. La campanya per la segona ronda havia de començar el 13 d'abril, fins seva interrupció a conseqüència del cop d'Estat.
Dies abans del cop, Angola va anunciar que les seves forces acabarien els dos anys de la Missió Militar Angolana a Guinea Bissau (MISSANG) que fou seguit d'un esforç fallit similar de la Unió Europea com a part de l'Oficina Integrada de les Nacions Unides per la Consolidació de la Pau a Guinea Bissau (UNIOGBIS). L'agència estatal de notícies d'Angola ANGOP, va dir que les tropes d'Angola van ser enviats a Guinea Bissau al març de 2011 en conformitat amb un acord militar bilateral per reformar les forces armades. El 16 d'abril el ministre de defensa de Guinea Bissau Jorge Tolentino Araújo havia d'anar a Angola per reunir-se amb el seu homòleg Cândido Pereira dos Santos Van-Dúnem i el cap d'estat major militar Geraldo Sachipengo Nunda. També s'esperava que visités l'Escola Superior de Guerra (ESG) i l'Institut Superior Tècnic Militar (ISTM). El mateix dia del cop, els dos països lusòfons d'Angola i Cap Verd va accedir a revisar els seus acords de cooperació en defensa. El candidat presidencial i antic primer ministre Carlos Gomes Júnior era força impopular en l'exèrcit pels seus intents de reformar la institució.

## Fonament
Segons la portuguesa SIC Notícias, un dia abans del cop un comandant militar no identificat va afirmar que Gomes Júnior instal·laria tropes angoleses al país. També va afirmar que els soldats posseïen un "document secret" que el govern de Guinea Bissau permetria un atac d'Angola a l'exèrcit de Guinea Bissau. Els líders de la junta van publicar un comunicat sense signatura afirmant que "no tenien ambicions de poder" i que el cop va ser una reacció al suposat acord amb Angola, perquè els 200 instructors militars volien "aniquilar les forces armades de Guinea Bissau." El portaveu de la junta que es va fer càrrec després del cop, el tinent coronel Daha Bana na Walna, va dir més tard que Gomes Júnior i Pereira van ser expulsats a causa del "malestar" en les forces armades durant les eleccions, un sentiment compartit pels diplomàtics. Gomes Junior també va ser vist com el "candidat d'Angola" a les eleccions, segons el director de Chatham House per l'Àfrica Alex Vines. També va dir que els mesos previs al cop hi havia comentaris dels mitjans hostils cap a Angola.

## Cop d'estat

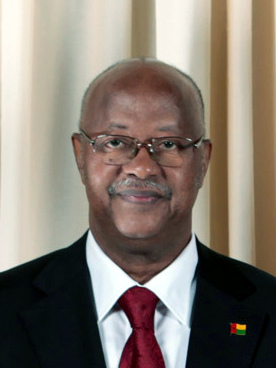
La casa del candidat presidencial Carlos Gomes Júnior fou atacada durant el cop i més tard fou arrestat.

El 12 d'abril es van escoltar trets entre les 19:00 i les 21:00, mentre les tropes rebels intentaven enderrocar el govern per prendre el control del centre de la capital Bissau. Els informes inicials de diplomàtics al país van dir que el candidat presidencial Carlos Gomes Júnior i el president interí Raimundo Pereira havien desaparegut. Els amotinats van prendre el control de les oficines del Partit Africà per la Independència de Guinea i Cap Verd i les estacions de ràdio. També s'enfrontaren als policies lleials al govern, obligant-los a retirar-se després de disparar-los amb RPGs. Els soldats van bloquejar les carreteres dins i fora de la capital i van ocupar la ràdio i televisió nacionals a les 20:00.
Els autors del cop d'estat es dirigiren a la residència de Gomes Júnior, que fou atacada amb granades i envoltada per les tropes, els trets es va escoltar als voltants. També es va impedir als periodistes acostar-se a l'escena. Camilo Lima da Costa, fill del cap de la Comissió Nacional Electoral Desejado Lima da Costa, va dir a RDP África, una de les estacions de ràdio que encara emetien, que els soldats havien saquejat la casa del seu pare, però que els seus pares estaven fora de perill. Els soldats van saquejar i van saquejar altres cases. Els soldats també van tancar les ambaixades per evitar que els membres del govern fugissin i s'amaguessin amb diplomàtics estrangers. Nombrosos polítics anònims foren arrestats durant la nit per l'exèrcit.
Peter Thompson, cap de la Missió d'Observació Electoral del Regne Unit al país per les eleccions, va descriure la situació en la nit del cop com "una gran presència dels militars als carrers. Sembla bastant coordinada l'última nit en termes de com les carreteres s'apaguen ... Avui els carrers són molt tranquils, la ciutat és molt més tranquil·la del que normalment seria. La gent es queda a casa. Jo sé que l'exèrcit ha pres el control de la televisió i els mitjans estatals, i que no han publicat res oficial." Es va especular a RFM Ràdio de Senegal pel reporter Noé Mankali que Gomes Júnior havia estat assassinat per l'exèrcit durant la nit pels soldats del mateix grup ètnic balanta que Ialá Embaló.

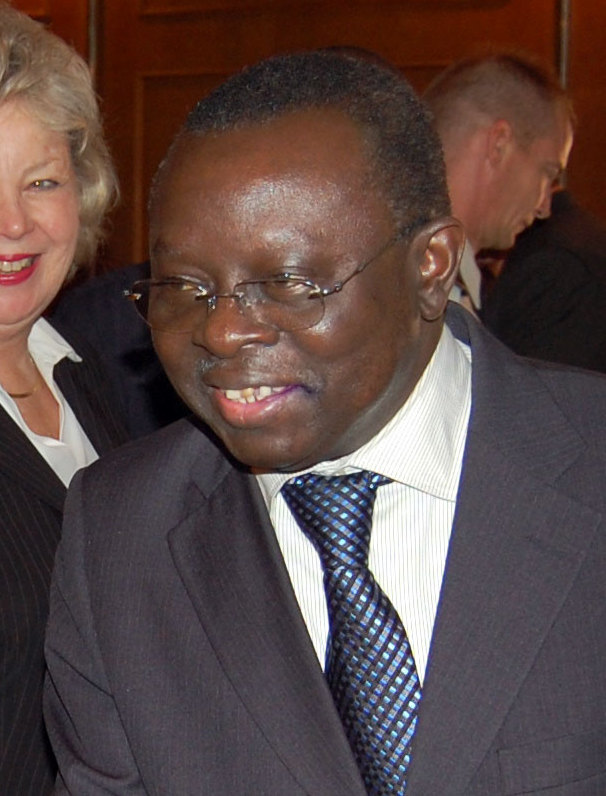
El president interí Raimundo Pereira fou arrestat durant el cop.

Un nombre no identificat de ministres del govern, així com el director general de la Policia Judicial João Biague, eren amagats. El Ministre d'Interior Fernando Gomes, que podia haver estat sota custòdia dels soldats amotinats, va dir que "temia per la seva vida." El 14 d'abril el periodista de Lusa Antonio Aly Silva va dir que havia estat detingut un curt temps, però que va ser alliberat més tard al mateix temps que la cantant Dulce Neves i molts dels guardaespatlles de Gomes Junior. Senegal tancà les seves fronteres terrestres amb Guinea Bissau el 13 d'abril.
La gent va començar a sortir de les seves cases a l'alba i semblava que hi havia poca o cap presència de soldats als carrers i no hi havia missatges dels líders del govern o del cop a la ràdio o a la televisió. Hi havia un silenci "inusual" a Bissau, encara que les fotografies van mostrar un gran forat a la residència de Gomes Júnior com a resultat de l'atac. Els soldats van ser vistos fent guàrdia fora de les estacions de ràdio i televisió, incloses l'oficina de la televisió estatal, i les oficines presidencials a Bissau. L'endemà es va imposar un toc de queda amb l'ordre als membres del govern civil de lliurar-se a l'exèrcit. Les emissores de ràdio privades també van ser tancades. El 14 d'abril algunes empreses van començar a obrir de nou però aviat van tancar de conformitat amb el toc de queda.

## Conseqüències i Govern d'Unitat Nacional
Els líders del cop van formar el "Comandament Militar", sota la direcció del Cap Adjunt de l'Estat Major de les Forces Armades general Mamadu Ture Kuruma. L'endemà posen les condicions per a un govern d'unitat nacional després d'haver anunciat l'expulsió de Gomes Júnior. Els seus objectius eren: l'eliminació dels obstacles a la reforma del sector de la seguretat; lluitar contra el tràfic i el consum de drogues; la superació d'una cultura de la immunitat; i la continuació de la millora del procés democràtic.
El president interí Raimundo Pereira i el Cap d'Estat Major de la Forces Armades, general Antonio Indjai estaven "sota el control de l'exèrcit," però hi circulaven rumors Indjai podia estar amagat i que els soldats anaven a totes les ambaixades a la seva recerca. El portaveu d'Indjai, Daba Naualna va dir que Pereira i Gomes Júnior eren "vius i sans" i va afegir que "ell [cap d'estat major] pensa, pel bé del país, que el poder no pot caure als carrers i vam decidir [els militars] jugar el seu paper en la recerca de solucions amb la classe política per resoldre aquesta crisi." El Comandament Militar va anunciar més tard que també tenien Ialá Embaló. Els funcionaris detinguts foren alliberats posteriorment. L'ONU va informar més tard que el cap de la Cort Suprema i de la Comissió Electoral també eren en la clandestinitat amb tres ministres no identificats.
Els alts oficials de l'exèrcit també es van reunir amb els líders dels partits polítics i van demanar-los formar un govern de transició, però van afegir que l'exèrcit controlaria els ministeris de defensa i de l'interior. A la reunió també hi van assistir Indjai, que va ser detingut més tard; el general Mamadu Ture Kuruma; els caps de l'exèrcit, la força aèria i la marina; i el portaveu de l'exèrcit tinent coronel Daha Bana na Walna i quatre coronels; però no hi havia ningú del PAIGC. En les consultes amb 23 partits parlamentaris i extraparlamentaris es van discutir temes com: un govern de transició entre ells, un president interí i cap de l'Assemblea Nacional, així com un primer ministre nomenat pel PAIGC, un govern d'unitat nacional incloent tots els partits; i la dissolució de l'Assemblea Nacional amb un govern dirigit pel Consell Nacional de Transició (CNT) sota lideratge provisional.
Els cinc principals candidats de l'oposició (Mohamed Ialá Embaló, Manuel Serifo Nhamadjo, Henrique Pereira Rosa, Baciro Djá, i Vicente Fernandes) van anunciar en una conferència de premsa conjunta que el boicot a la segona volta de l'elecció s'havia fet en el nom de la "justícia." Agnela Regalla d'Unió pel Canvi, que també havia assistit a la reunió, va dir que "els caps militars van suggerir la idea de noves eleccions presidencials i legislatives." El portaveu de la coalició de partits de l'oposició, Fernando Vaz, va dir que la discussió va continuar un tercer dia i que l'agrupació havia convidat a participar en el PAIGC. Després de la reunió la coalició va acordar un conjunt de propostes per elevar al Comandament Militar per a un govern d'unitat de transició.
Hi va haver algunes petites protestes en suport a Gomes Júunior al centre de Bissau, tot i que, segons Peter Thompson, els soldats van detenir diversos manifestants i van posar barricades als carrers. El PAIGC, en comentar el govern de transició, va dir que "rebutjava tota proposta anticonstitucional o antidemocràtica d'una solució a la crisi", i alhora que demanava l'alliberament dels detinguts. Es crearen tensions dins PAIGC entre les faccions que donaven suport Gomes Júnior i Nhamadjo. El 15 d'abril fou dispersada pels soldats una manifestació d'unes 30 persones a l'Assemblea Nacional, on les converses sobre un govern de transició estaven en curs. La Unió Nacional de Treballadors de Guinea Bissau, a la qual pertanyien la majoria dels vora 8.000 funcionaris públics, va cridar a la vaga general l'endemà.
El 16 d'abril es va assolir un acord que excloïa intencionalment al PAIGC amb 22 dels 35 partits de l'oposició per tal d'establir un Consell Nacional de Transició. Segons Vaz, la mida, la composició i el període del mandat serien determinats l'endemà i després discutiren amb el Comandament Militar. També va dir que les institucions existents serien dissoltes i que dos comitès governarien el país, un s'ocuparia dels afers exteriors i l'altre s'ocuparia dels afers socials. El comitè anterior es va obligar a trobar-se amb el Comunitat Econòmica dels Estats de l'Àfrica Occidental (CEDEAO) l'endemà. El govern civil de transició governarà fins a dos anys abans que se celebrin les noves eleccions. El portaveu de l'Assemblea Nacional Popular Manuel Serifo Nhamadjo,que havia rebutjat prèviament el càrrec de president interí a l'abril de 2012, va ser de nou seleccionat com a president interí l'11 de maig de 2012. Sory Djaló fou el portaveu del NTC.

## Reaccions

### Domèstiques
En una cimera de la CEDEAO a Costa d'Ivori reunida per discutir el crisi de Mali, el ministre d'afers exteriors Mamadu Saliu Djaló Pires, en assabentar-se dels esdeveniments que es desenvolupaven al seu país, va demanar el suport internacional, ja que "la situació és greu. els soldats estan ocupant els carrers. He parlat amb la primera ministra interí [Adiato Djaló Nandigna] i m'ha dit que estava sota el foc" i va afegir que la comunitat internacional havia de tenir una "reacció enèrgica" al cop. Pires també va rebutjar les afirmacions que Injai era detingut suggerint que formava, de fet, part del cop (també va estar implicat en els disturbis militar 2010, abans de ser nomenat cap de gabinet).

### Internacional

#### Supranacional
Durant les primeres hores de l'esdeveniment, el Canceller de Costa d'Ivori (el país amfitrió de la CEDEAO) Daniel Kablan Duncan va dir que la "informació ens indica que hi ha un cop d'estat en curs. La CEDEAO ho condemna formal i rigorosament aquest intent de cop d'Estat", ha afegit que "és trist que després que l'exemple del Senegal, on el eleccions han acabat tan bé, tenim després de Mali una nova intervenció per la força a Guinea Bissau. El que puc dir en aquest moment és que ... la situació no serà acceptada per la CEDEAO." El president de la Comissió de la CEDEAO Kadré Désiré Ouedraogo va emetre un comunicat que deia: "la comissió denúncia fermament aquesta última incursió dels militars en la política i condemna sense reserves l'acte irresponsable, que ha demostrat un cop més la seva inclinació per mantenir Guinea Bissau com un estat fallit." Més tard la CEDEAO va decidir enviar un contingent de personal militar per tal de garantir la seguretat. La delegació, que també inclouria civils, seria dirigida pel president de Guinea Alpha Condé. La CEDEAO també va dir que la segona volta electoral hauria de seguir endavant. Després va constituir un grup de contacte presidit per Nigèria i que comprenia delegacions de Benín, Cap Verd, Gàmbia, Guinea, Senegal i Togo, per coordinar els seus esforços a resoldre la crisi. També tenia una força per omplir un buit que podria ser deixat per la força sortint MISSANG, considerant les recomanacions de la Cort Penal Internacional.
El Consell de Seguretat de les Nacions Unides (que  incloïa Portugal) va condemnar unànimement el cop amb una resolució que va declarar "la presa per la força del poder del govern legítim de Guinea Bissau per alguns elements de les seves forces armades. [Nosaltres] Denunciem amb fermesa aquesta incursió dels militars en la política". El president del Consell de Seguretat, l'ambaixadora dels Estats Units Susan Rice, va dir que "el [ONU] Secretariat va instar la comunitat internacional per fer front al cicle de violència i impunitat a Guinea Bissau" i també va demanar "la restauració immediata de l'autoritat civil...[Nosaltres] notem amb profund rebuig que aquests esdeveniments es produeixen just abans de la posada en marxa de la campanya per la segona volta de l'elecció presidencial". El Secretari General Ban Ki-moon va dir que era "molt preocupat" per les detencions dels dirigents civils, mentre que el seu portaveu Martin Nesirky va dir que Ki-moon, va instar als amotinats "a alliberar immediatament i incondicional tots els detinguts i garantir la protecció i seguretat de la població en general." El Consell de Seguretat va votar unànimement per "restaurar l'ordre constitucional" al país i va aprovar la resolució 2048 amb sancions, incloent la prohibició de viatjar amb passaport diplomàtic a cinc membres de la junta militar el 18 de maig. Els cinc membres sancionats eren: general Antonio Indjai, general major Mamadu Ture Kuruma, Inspector-General de les Forces Armades General Estêvão na Mena, cap d'estat de la Força Aèria Brigadier General Ibraima Camara i el portaveu tinent coronel Daha Bana na Walna. Pel desembre el Consell de Seguretat va expressar la seva preocupació pel procés de transició de tornada cap a l'administració civil. L'ONU va recomanar passes per garantir un "camí a seguir" que implicava: la mediació entre els actors nacionals, sancions selectives sobre els autors, el desplegament de forces de capacitació i programes de protecció d'acord amb el full de ruta de la CEDEAO/CPLP o la recomanació del primer primer ministre i afer d'exteriors d'una força de pau.
La Comunitat de Països de Llengua Portuguesa (CPLP) va convocar una reunió extraordinària que tindrà lloc a Lisboa el 14 d'abril. La reunió va tenir la presència dels ministres d'Exteriors dels països membres: d'Angola Georges Rebelo Chicoti, del Brasil Antonio Patriota, Mamadou Djaló Pires de Guinea Bissau, Oldemiro Julio Marques Baloi de Moçambic i Paulo Portas de Portugal. La CPLP també va condemnar el cop i va exhortar l'ONU, la Unió Africana (UA) i la CEDEAO a treballar cap a la restauració de "l'ordre constitucional" de Guinea Bissau. Van instar a més a un cessament de les accions militars que amenaçaven l'estat o la "legalitat" de Guinea Bissau. En la trobada de la CPLP a Lisboa, Pires havia dit que la "persecució continuava." La CPLP més tard va emetre un comunicat de condemna i també va demanar una intervenció militar autoritzada per l'ONU dient que havia de "prendre a iniciativa de ... la formació d'una força d'interposició a Guinea Bissau, amb un mandat definit pel Consell de Seguretat de les Nacions Unides", que tractarà de mantenir "l'ordre constitucional, protegir els civils i les institucions legítimes del país". Va afegir que donava suport a la presència d'Angola al país i l'inici es duria a terme d'acord amb les consultes amb la CEDEAO, la Unió Africana i la Unió Europea. Es produïren esquerdes entre la CEDEAO i la CPLP sobre els mecanismes de resolució. La primera, recolzat per Nigèria, Senegal, Costa d'Ivori i Burkina Faso, advocava per un procés de transició d'un any; mentre que la segona, amb el suport de Portugal i Angola, advocava per una represa immediata de les eleccions.
El president de la Comissió de la Unió Africana Jean Ping va dir que condemnava els "actes escandalosos que soscaven els esforços per estabilitzar la situació a Guinea Bissau i entelen la imatge del país i de l'Àfrica." A mitjans de maig, Guinea Bissau va ser suspesa de la UA. El portaveu de l'Alt representant de la Unió Europea per a Afers exteriors i Política de Seguretat Catherine Ashton va dir que "la UE ja ha suspès la majoria de la seva ajuda a Guinea Bissau" i ha demanat al Comandament Militar que alliberés els líders detinguts i restaurés el "govern legítim." Ekmeleddin İhsanoğlu, el secretari general de l'Organització de la Conferència Islàmica, va qualificar el cop com a "acte atroç i inacceptable", afegint que obstaculitzaria la seguretat i el procés democràtic, ja que havia ocorregut setmanes abans de la segona volta. També va demanar que els polítics detinguts fossin posats en llibertat. Mentrestant, el 24 d'abril trobada ministerial del Consell de Pau i Seguretat de la Unió Africana es va reunir a la seva seu a Addis Abeba per a discutir assumptes relacionats amb la resolució de la crisi al país.

#### Estats
El ministre angolès de defensa Cândido Pereira dos Santos Van-Dúnem va dir que Angola volia "continuar proporcionant suport [a Guinea Bissau causa de] excel·lents relacions", afegint que la data de retirada de les tropes s'estava discutint. L'1 d'octubre l'ambaixador davant l'ONU Ismael Abraao Gaspar Martins va dir que s'estava buscant una solució a la "normalització de l'ordre constitucional" a través de la tasca del Consell de Seguretat, la Unió Africana, la CEDEAO i la CPLP.
L'agència Lusa d'Angola va informar que l'antiga potència colonial, Portugal, havia advertit als seus ciutadans que es quedessin a casa. També va rebutjar les afirmacions d'una "desfavorable" actitud vers Angola. Un portaveu del ministeri d'afers exteriors va dir que "el govern portuguès apel·la a aturar la violència i a respectar la llei." Més tard Portas va fer una crida a alliberar els líders civils detinguts. El ministre de defensa José Pedro Aguiar-Branco va dir que l'exèrcit portuguès era preparat per evacuar els seus ciutadans. "És la nostra responsabilitat i el nostre treball garantir una preparació adequada en el cas que l'evacuació sigui necessària." Portugal també va emetre una advertència de viatge per als seus ciutadans. El 15 d'abril es va anunciar que dos vaixells de guerra i un avió estaven en camí cap a algun lloc de l'Àfrica Occidental a punt per a una possible evacuació de 4.000-5.000 ciutadans portuguesos. L'1 d'octubre l'ambaixador de Portugal a l'ONU José Filipe Moraes Cabral es van fer ressò de la declaració d'Angola en la mateixa sessió.
Els països amics de parla portuguesa Brasil i Timor Oriental també van reaccionar als esdeveniments, el  Ministeri de Relacions Exteriors brasiler expressava la seva "preocupació" pels esdeveniments dient que demanaria una reunió extraordinària del Consell de Seguretat per discutir el tema. El president de Timor Leste José Ramos-Horta va dir que "la situació a Guinea Bissau, que he seguit en els darrers anys, és extraordinàriament complexa, perillosa, ja que pot degradar en més violència, i el país no està en condicions de pagar aquest nou retrocés en el procés de pau i la seva democratització". També es va oferir per mediar en la crisi. La seva oferta fou acceptada el 16 d'abril.
El ministre d'afers exteriors de Guinea Edouard Niankoye Lama va cridar al "restabliment de la pau i l'estabilitat" i de "totes les institucions democràtiques", quan parlà al Debat general del seixantè setè període de sessions de l'Assemblea General de les Nacions Unides (UNGA). La presidenta de Libèria Ellen Johnson Sirleaf també va criticar la "desintegració inconstitucional dels governs democràtics" en l'Assemblea General. El president de Namíbia Hifikepunye Pohamba va dir al debat general de l'Assemblea general que denunciava els "canvis inconstitucionals" i va lloar la CEDEAO pel seu treball en tractar de resoldre el problema. Nigeria també va condemnar el cop i el President Goodluck Jonathan també va dir al debat general de l'Assemblea general: "Guinea Bissau és un altre punt d'inflamació de la inestabilitat a la subregió en la qual s'hi impliquen Nigèria i la CEDEAO. De fet, el Grup de Contacte, encapçalat per Nigèria va ser establert per l'Autoritat de Caps d'Estat i de Govern de la CEDEAO per ajudar a establir un govern de transició per tal de tornar aquest país a l'ordre polític i constitucional. Per tractar d'aconseguir aquest objectiu, Nigèria va proporcionar la suma de 10 milions de dòlars per al Govern interí de Guinea Bissau per ajudar a l'estabilització del país." Rússia va demanar la restauració de la govern civil.
Canadà va condemnar el cop mentre que el secretari de premsa de la Casa Blanca Jay Carney va dir: "Fem una crida a l'alliberament de tots els líders del govern i exhortem a totes les parts a reconciliar les seves diferències a través del procés democràtic." L'ambaixada dels Estats Units va emetre un comunicat que deia: " s lamentable que elements de les forces armades de Guinea Bissau hagin optat per fer fracassar el procés democràtic a Guinea Bissau". En una roda de premsa diària, el portaveu del Departament d'Estat, Mark Toner, va demanar a totes les parts en el conflicte a "deposar les armes, alliberar els líders del govern immediatament i restaurar el lideratge civil legítim", i ha afegit que "semblava que la junta havia pres el control dels mitjans de comunicació, ja que estaven fora dona i la seu del PAIGC i estaven intentant restringir els moviments." i que "lamentem que hagin triat interrompre el procés democràtic, que ja va ser qüestionat per l'oposició de crida a boicotejar la segona volta de les eleccions." El Departament d'Estat també va emetre una advertència de viatge al país i va demanar als seus ciutadans que ja estan al país "refugiar-se i evitar la zona del centre de Bissau."

## Esdeveniments apolítics posteriors
El 9 de juny els últims policies i personal de les forces armades de la missió MISSANG van abandonar el país. A finals d'agost, el Comissionat de Recursos Naturals, Medi Ambient i Desenvolupament Rural Ibraima Diéme van anunciar que la Unió havia aprovat un préstec de 15.000 milions de francs CFA per al país per les reformes del sistema de seguretat. Tanmateix, el portaveu del govern de transició, Fernando Vaz, també va anunciar que es renegociaria un acord amb Angola Bauxite per construir un port d'aigües profundes per tal d'exportar bauxita perquè "l'acord signat el 2007 pel govern de Carlos Gomes Júnior no és just ... com a resultat, els termes de l'acord s'han de revisar. el govern de transició no accepta que Bissau rebi el 10 % [dels ingressos], mentre que Angola Bauxite s'emporti el 90 %". El projecte, que havia estat inaugurat al juliol de 2011, s'havia aturat prèviament abans del cop com a resultat de la preocupació per la inestabilitat política i un estudi d'impacte ambiental que encara no havia estat publicat malgrat passar la data límit. Si es completa el port a Buba tindria una capacitat per a albergar tres vaixells de 70 tones en un moment donat, mentre que el projecte en el seu conjunt també donaria lloc a la creació d'una mina de tres milions de tones a l'any a Madina do Boé.
A finals de l'any, el New York Times va informar d'un augment en el tràfic de drogues al país i així denominà els esdeveniments "cop de cocaïna;" També s'ha referit a un empleat de la DEA estatunidenca dient que el país és "probablement el pitjor narcoestat que hi ha al continent. [Guinea Bissau és] un problema important [dels EUA]. La gent en el nivells militars més alts dels està involucrada en la facilitació [de trànsit]. En altres estats africans els funcionaris del govern són part del problema. a Guinea Bissau, és el mateix govern que és el problema". Un sentiment compartit pel personal regional de l'ONU. El cap de l'Oficina de les Nacions Unides contra la Droga i el Delicte per a l'Àfrica occidental i Central Pierre Lapaque també va dir: "Hi ha hagut un clar augment a Guinea Bissau en els últims mesos. Estem veient arribar més i més drogues de forma regular a aquest país;" mentre que l'ambaixador de la UE el país Joaquín González-Ducay va afegir: "Com a país està controlat pels que van formar el cop d'estat. Ells poden fer el que volen. Ara tenen via lliure ..."

## Continua la inestabilitat política
El 21 d'octubre els soldats van tornar a atacar una caserna de l'exèrcit en el que el New York Times afirma que va ser un intent de cop contra el govern interí. També s'ha referit a la detenció d'un capità de l'exèrcit dissident no identificat el 27 d'octubre com l'organitzador de l'intent de contracop i va informar que dos crítics del govern no identificats van ser agredits i trets fora de Bissau. El Cap d'Estat Major de l'Exèrcit Antonio Injai va riure de les preguntes dient que ell era el poder darrere del tron i va respondre a les crítiques dient: "La gent diu que sóc un narcotraficant. Qualsevol que tingui proves, presenta-les! Demanem a la comunitat internacional que ens doni els mitjans per lluitar contra les drogues". González-Ducay llavors va respondre: "No puc creure que qui controla el tràfic de drogues vagi a lluitar contra el tràfic de drogues."
El Foreign Service Officer per Guinea Bissau del Departament d'Estat dels Estats Units Russell Hanks, que no està present al país després que els EUA tancaren la seva ambaixada durant la Guerra Civil de Guinea Bissau en 1998, va dir: "Vostè només tindrà un impacte en aquesta transició per compromís, no per l'aïllament. Aquestes són les persones que van venir a recollir els trossos després del cop". El seu personal ha assenyalat fotografies dels trams de nova creació d'una carretera en una zona rural remota prop de la frontera del Senegal que tenia un espai per a petits avions a terra i es va suggerir que estava sota la supervisió de les forces armades. El cap de la policia judicial de Guinea Bissau João Biague va informar mesos abans del cop sobre un aterratge sospitós d'avions prop de la granja d'Injai. Així mateix, va afegir que "Els traficants saben que [la nostra autoritat judicial] no pot fer gaire". Els agents que tenim al camp volen renunciar perquè no tenen res per menjar". L'exfiscal general de Guinea Bissau ha afegit: "Un país que no és capaç de discutir els seus propis problemes - no és un país, no és un estat".
El líder de l'intent de cop va ser Pansau Ntchama, potser un antic guardaespatlles de l'antic cap d'Estat Major. Fernando Vaz va dir d'ell: "És un home amb ambicions polítiques que viu a Portugal. Va aparèixer aquí per tal de dur a terme aquest intent de cop ... va volar a Gàmbia, i després se'n va anar a Angola per recollir armes ... ha fugit a la selva, però estem segurs que l'atraparem."

### Procés de resolució
En resposta a la resolució del Consell de Seguretat per a la restauració del govern civil i constitucional, el secretari general Ban Ki-moon, va nomenar al timorès José Ramos-Horta com el seu representant especial per al país el 31 de gener de 2013, en substitució del ruandès Joseph Mutaboba.